# Wrapballe
En wrapballe er en balle af græs eller andre grønne afgrøder, der umiddelbart efter høst presses i bigballer eller rundballer og pakkes ind i flere lag tætsluttende plastic med en ballewrapper.
Formålet er en erstatning af ensilagebunker og plansiloer, hvor det afklippede (og eventuelt snittede) materiale pakkes og lagres for gæring inden det anvendes som foder i staldene. Ensilagen tåler ikke luft, da den så rådner og mugner, og derfor er wrapballer ideelle til mindre besætninger, hvor forbruget er lavt, og man ikke kan nå at bruge det yderste lag af en større bunke før det bliver dårligt.
Samtidig er der mulighed for at ballerne kan stables hvor de står mindst i vejen, i stedet for at man skal "spilde" en permanent plads på en støbt plansilo. Desuden kan næste års afgrøde stables ved siden af, hvis man ikke når at tømme foregående års lager.